# Epipristis oxyodonta
Epipristis oxyodonta là một loài bướm đêm trong họ Geometridae.